# Азербайджанський джаз

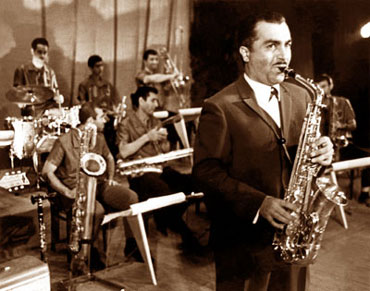
Тофік Ахмедов, керівник джазового оркестру радіо і телебачення Азербайджану в 60-х роках.

«Азербайджанський джаз» — різновид джазу, заснований на традиціях мугаму. Азербайджанський джаз зародився в Баку завдяки його засновнику, музиканту і композитору Вагіфу Мустафазаде. В азербайджанському етно-джазі, або джаз-мугамі, залежно від фантазії виконавців поєднуються новоорлеанські ритми та музичні традиції Сходу.

## Рання історія

### Поява джазу в Азербайджані
На початку XX століття, коли місто Баку, відоме як «виробник половини всієї нафти світу», переживало економічний підйом, в Азербайджані стало з'являтися все більше заповзятливих бізнесменів, архітекторів, купців, вчених, а також діячів мистецтва та іноземної культури. Хвиля нової музики, що захлеснула весь світ, дійшла й до Азербайджану. З газетних статей того часу відомо, що в ресторанах Баку грали «дуже цікаву музику під незвичною назвою — джаз».
Однак це мистецтво було деякий час забуте після приходу радянської влади, оскільки офіційно джаз вважався чужим для радянських людей мистецтвом.

### Зародження азербайджанського джазу
Історія азербайджанського джазу бере свій початок від 30-х років XX століття. Перший джазовий оркестр у Баку 1938 року створили знамениті азербайджанські композитори Ніязі і Тофік Кулієв, який виступав у молодості з першим джазовим оркестром СРСР, оркестром Олександра Цфасмана. Оркестр Кулієва і Ніязі, що називався «Державним естрадним оркестром» (його також називали «Державний джаз»), став основою азербайджанського джазу. До складу «Державного джазу» входили три тромбони, п'ять саксофонів, три труби, рояль, гітара і ударні інструменти. На першому концерті, поряд з джазовою класикою, виконувалися і п'єси самих Ніязі і Тофіка Кулієва. Приблизно тоді ж на саксофоні виконувалися імпровізації для ладу мугам «Чарґях». У 1941—1945 роках і після закінчення німецько-радянської війни керівником Державного естрадного оркестру був Рауф Гаджієв. 1945 року в Баку гастролював джаз-оркестр Едді Рознера, провідним солістом якого був саксофоніст Парвіз (Піра) Рустамбеков, один з перших джазових імпровізаторів в СРСР.

## Повоєнні роки
Після закінчення німецько-радянської війни, в 50-60-х роках розвитку джазу в Азербайджані значної шкоди завдала антизахідна пропаганда в СРСР. 1945 року джаз заборонив Сталін як «небезпечну капіталістичну музику». Однак, попри заборони, любителі джазу слухали західні радіостанції, а після намагалися виконати почуте. У 60-х роках за підтримки і керівництва Кара Караєва, Ніязі, Тофіка Кулієва, Рауфа Гаджієв в Азербайджані почалося друге життя естрадної та джазової музики. Створюється «Гая», квартет Рафіка Бабаєва і починається період Вагіфа Мустафазаде. У 60-х роках керівником джазового оркестру радіо і телебачення Азербайджану був Тофік Ахмедов, що грав до цього на саксофоні в московському оркестрі Едді Рознера. В його оркестрі починав свій творчий шлях і знаменитий співак Муслім Магомаєв. Як єдиний соліст цього оркестру, Муслім Магомаєв виступав із ним у складі радянської делегації на VIII Всесвітньому фестивалі молоді і студентів у Гельсінкі.
З іменами Вагіфа Мустафазаде і Рафіка Бабаєва пов'язаний розквіт азербайджанського джазу 1960-х років. Вони експериментували, створюючи єдину музику на основі джазових ритмів і азербайджанської народної музики.

## Сучасний період
Азербайджанський джаз і нині продовжує динамічно розвиватися. У Баку проводяться джаз-фестивалі, семінари за участю західних джаз-музикантів.
Значний внесок у розвиток джазової музики Азербайджану зробив заслужений артист Азербайджану саксофоністом Раїн Султанов. Він став автором двох книг «Антологія джазу в Азербайджані» (2004) і «Історія азербайджанського джазу» (2015), в яких проведено аналіз історичного шляху розвитку джазу в Баку від витоків до сучасності. Презентацією книги Раїна Султанова «Історія азербайджанського джазу» відзначено Всесвітній День Джазу в Баку представництвом Юнеско в Азербайджані. 2014 року Раїн Султанов створив міжнародний проєкт «Voice of Karabakh», що об'єднав етнічну азербайджанську, джазову та класичну музику, який став музичним протестом проти всіх війн, насильства і агресії. З цим проєктом Султанов виступив на сценах Центру Гейдара Алієва, а також у Москві в дні, присвячені Ходжалинській трагедії. Проєкт записано в норвезькій звукозаписної студії Rainbow.
Від 2005 року в Баку розпочав свою діяльність журнал Jazz Dunyasi. Головний редактор журналу Лейла Ефендієва — представник азербайджанського джазу в Баку і за кордоном, виступає і бере участь на міжнародних виставках і конференціях. Завдяки журналу Jazz Dunyasi міжнародні організації ближче ознайомилися з історією, музикантами і діячами азербайджанського джазу. Журнал Jazz Dunyasi увійшов до двадцятки кращих джаз журналів світу.
Перший джаз-фестиваль у Баку проведено 1969 року, і після 33-річної перерви ця традиція відновилася.
У червні 2005 року в бакинській філармонії проведено концерт-семінар за підтримки посольства Норвегії під назвою «Baku Jazz Bridges», за участю музикантів зі США, Азербайджану та Норвегії.
У травні 2009 року в Джаз-центрі Баку проведено «Британо-азербайджанський джазовий саміт» за участі відомих британських джазменів Кенні Вілера, Пола Кларвіса та їхніх гуртів, а також азербайджанських музикантів Шаїна Новраслі, Раїна Султанова та інших. Офіційним спонсором заходу виступила компанія «Британські Авіалінії».
Азербайджанські виконавці джазу є учасниками та переможцями багатьох міжнародних джаз-фестивалів і конкурсів, одним з яких став 43-й міжнародний джаз-фестиваль у Монтре (Швейцарія) що проходив від 3 доо 18 липня 2009 року. На фестивалі Азербайджан у проєкті «Східні солодощі» (Eastern Delights) представляли такі виконавці і гурти, як тріо Азізи Мустафазаде, тріо Еміля Ібрагіма, квартет Зульфігара Багірова, Ісфар Сарабський, гурт Бакустик Джаз на чолі з Салманом Гамбаровим.
Однією з важливих складових проєкту «Бута: Фестиваль Азербайджанської культури», що проходив від листопада 2009 року до березня 2010 року в Лондоні, був також азербайджанський джаз. Джаз в цьому проєкті представлено такими іменами, як Шаїн Новраслі і Ісфар Сарабський. Першим за графіком заходом, що пройшли в Квін Елізабет Холл у Лондоні, став проект «Нафта і Джаз» («Oil and Jazz») за участю провідних виконавців азербайджанського джазу — джаз-мугаму. 25 листопада 2009 року Шаїн Новраслі виступив спільно з Ієном Белламі і Тімом Ґарландом. 26 листопада того ж року в «Клубі 606» в Лондоні пройшов його виступ за участю Ієна Белламі, Тіма Ґарланда і Малколма Крісса (Malcome Cresse). Ісфар Сарабський виступив на сценах Лондона 7 та 9 грудня 2009 року.

## Baku jazz festival
2005 року заслужений артист Азербайджану Раїн Султанов організував наймасштабніший фестиваль Baku Jazz Festival 2005, який став щорічним. У ньому взяли участь музиканти з 12 країн світу: гурт Джо Завінула з Австрії, Бобо Стенсон, Марія-Жуан Піреш, російський квартет Якова Окуня, саксофоніст Грег Озбі, відомі джаз-музиканти і виконавці з Азербайджану та багато інших. Від 2005 року за підтримки Міністерства культури і туризму Азербайджану журналом Jazz Dunyasi проведено масштабні фестивалі, в яких взяли участь практично всі зірки світового джазу (Ел Джерро, Гербі Генкок, Маркус Міллер, Кенні Ґарретт, Джошуа Редман, Даяна Кролл, Даєн Рівз, Авішай Коен та багато інших).
Також 2005 року журнал Jazz Dunyasi запустив міжнародний проект «I am Jazzman!» — конкурс молодих виконавців джазу, переможцями якого стали такі талановиті музиканти, як Ісфар Сарабський, Ріад Мамедов, Аліна Ростоцька та інші
2016 року Бакинський джаз-фестиваль увійшов до Європейської асоціації джазу (European Jazz Network, EJN)

## ЖурналJazz Dunyasi
Jazz Dunyasi (JD) — азербайджанський спеціалізований журнал про джаз. Випускається від 2005 року, кольоровий, ілюстрований, англійською та російською мовами. Головний редактор Лейла Ефендієва.
Від 2005 року має свій павільйон на всесвітній джаз-виставці Jazzahead! (Німеччина, Бремен).
За час діяльності журнал опублікував інтерв'ю з такими зірками світового джазу, як Ел Джерро, Гербі Генкок, Рашель Фаррел, Ді Ді Бріджвотер і багато інших. Від 2005 року спільно з Міністерством культури і туризму Азербайджану є основним організатором щорічного фестивалю Baku Jazz Festival, а також міжнародного конкурсу молодих виконавців «I am Jazzman!».
Журнал Jazz Dunyasi увійшов у двадцятку кращих джаз-журналів світуту.

## Виконавці азербайджанського джазу

### Раїн Султанов
Раїн Султанов народився 29 квітня 1965 року в місті Баку. Його брати Рауф і Рамін також є музикантами. За порадою братів у віці 14 років Раїн вступив до музичної школи за класом кларнета. З цим періодом пов'язаний інтерес Раїна до джазової музики, і, перш за все, до творчості гурту «Weather Report» і Майлза Девіса. В 16 років Султанов почав опановувати саксофон. В армії він чотири роки грав у військовому оркестрі. Продовживши свою музичну освіту в Бакинському музичному училищі ім. А. Зейналли, 1985 року Раїн Султанов зайняв перше місце в республіканському конкурсі серед училищ. Він виконував твори Чайковського, Моцарта, Вебера та ін. У той же час Раїн вже почав виконувати і джазові композиції, і був запрошений на роботу в гурт «Ашуги» Полада Бюльбюльогли, яка експериментувала також і з джазовою музикою.
1988 року на запрошення Рашида Бейбутова Раїн працює в Державному театрі пісні, виконуючи композиції Чарлі Паркера і Майкла Брекера. Того ж року він вступає до Азербайджанської державної консерваторії. 1989 року Раїна запросили до Азербайджанського державного оркестру «Гая». Музичним керівником оркестру був Тофік Шабанов, на запрошення якого Раїн працював солістом і заявив про себе не тільки як прекрасний імпровізатор, але й як талановитий аранжувальник. 1992 року Раїна запрошено в солісти Естрадно-симфонічного оркестру Азербайджанського державного телерадіо під управлінням Фаїка Суджаддінова. У цей період Раїн виступає з джазовими програмами і сольними концертами. У 1992-94 роках Раїн грає в різних джаз—клубах і концертних салонах Туреччини і Москви. 1995 року складає свої перші композиції під назвою «Jokers dance» та «Day off».
1996-97 рр. Раїн стає учасником джаз-фестивалів у Німеччині. Перебуваючи в Німеччині він створює такі композиції як «Last moment», «Crazy world» тощо, і, повернувшись на батьківщину, вирішує створити гурт «Синдикат». До складу цього гурту увійшли старший брат Раїна Рауф Султанов (бас-гітара), Ельдар Рзакулі-заде (піано), Гамідулла Гафарі (гітара) і Вагіф Алієв (ударні інструменти). 14-го і 15-го липня 1997 року відбулися перші сольні концерти гурту «Синдикат» під назвою «Last moment». Своїми оригінальними композиціями гурт «Синдикат» за короткий термін здобув успіх серед слухачів. Протягом 1997-98 років Раїн Султанов виступав зі «standart»-композиціями Джона Колтрейна і Майлза Девіса у багатьох джаз-клубах Баку та Німеччини. 1998 року гурт «Синдикат», отримавши запрошення на міжнародний джаз-фестиваль у Новосибірську, виступив на джемсейшн з такими відомими джазменами як Кертіс Фуллер (тромбон), Адам Роджерс (гітара), Доні Макказлін (саксофон) та ін. В січні 1999 року вже популярний гурт «Синдикат» випускає свій перший компакт-диск під назвою «Last moment». Через деякий час Раїн вирішивши показати свою композиторську роботу і майстерність гри в іншому напрямку, випускає сольний альбом «Мугам — Мегам». Альбом мав великий успіх як на батьківщині, так і закордоном. Композиції з нього увійшли в десятку кращих композицій, виконуваних на радіостанціях Баку, стали улюбленими для слухачів хвилі «Русское радио» в Ізраїлі.
2008 року Раїн Султанов завершив роботу над альбомом «Розповідь про мою землю», над яким він працював протягом двох років. Раїн назвав цей проект альбомом-книжкою, оскільки він складається з сорока сторінок з фотографіями. Альбом складається з двох дисків, час звучання: три години. Перший диск — музичний, а на другому — 17-хвилинний фільм, який знімали азербайджанські і турецькі режисери. У першій частині альбому представлено інтерв'ю з Р. Султановим, у другій — звучить музика джазмена на тлі фотографій, які стали частиною фільму, що знаходиться на другому диску. На світлинах зображені діти, люди похилого віку, переважно біженці. Третя частина — це міні-кліп, основний лейтмотив якого — війна і жахи, які вона з собою несе.
Раїн Султанів — автор книжок «Антологія джазу в Азербайджані» (2004) та «Історія азербайджанського джазу» (2015 р.). 2014 року він створив міжнародний проєкт «Voice of Karabakh», який став музичним протестом проти війн, насильства та агресії.
2017 року німецький лейбл Ozella Music випустив платівку Раїна Султанова «Inspired by Nature», яка стала першим вініловим диском Азербайджану за пострадянський період.

### Аміна Фігарова
Аміна Фігарова — одна з найталановитіших джазових піаністів і композиторів Європи — народилася 2 грудня 1964 року в Баку. Аміна почала вчитися грати на фортепіано у 2 роки. Закінчила музичну школу ім. Бюльбюля, і вже в шкільному віці проявила неабиякий композиторський талант, створюючи музику для фортепіано і віолончелі. 1982 року Аміна вступила до Бакинської державної консерваторії на факультет «фортепіанного виконавства». 1987 року Аміна стала переможницею конкурсу композиторів СРСР. 1992 року Аміна переїхала до Роттердама (Нідерланди), де й живе донині.
Через рік після переїзду вона записала свій перший диск Attraction, складений виключно з її композицій. 1998 року Аміна випустила другий альбом під назвою Another Me. 1999 року вийшов третій альбом Firewind, в якому Аміна виступила спільно із джаз-септетом. Аміна викладала джазове мистецтво у Роттердамській консерваторії і Музичному коледжі Берклі в Бостоні. 1998 року Аміну прийнято до престижної Thelonious Monk Jazz Colony в Аспені, Колорадо.
2005 року вийшов альбом, який увійшов до десятка кращих творів у чартах американського радіо Jazzweek. Останній альбом Аміни Above the Clouds 5 місяців був в американських джазових чартах у першій двадцятці. Цей альбом піаністки був позитивно сприйнятий критиками.

### Азіза Мустафа-заде
Азіза Мустафа-заде (азерб. Əzizə Mustafazadə) народилася 19 грудня 1969 року в місті Баку. Її батько, піаніст і композитор Вагіф Мустафа-заде став відомим завдяки створенню сплаву джазу і традиційної азербайджанської музики, відомої також як мугам.
З ранніх років вона вивчала класичне фортепіано і незабаром стала демонструвати свій дар імпровізації. Навчання в середній спеціальній музичній школі імені Бюльбюля дало свої результати. 1978 року, ще маленькою дівчинкою, вона поїхала в місто Тбілісі, де проводився Всесоюзний фестиваль джазової музики. У цей вечір Азізу прийняли як одну з кращих співачок. 1986 році на Міжнародному джазовому фестивалі, що проходив теж у Тбілісі, Азіза здобула золоту медаль. 1986 року у віці 17 років Азіза виграла конкурс піаністів імені Телоніуса Монка у Вашингтоні. На цьому конкурсі вона виконала деякі п'єси Монка в своєму власному стилі з елементами мугаму.
Вже студенткою Азербайджанської державної консерваторії ім. Уз. Гаджибекова, Азіза стала переможницею кількох фестивалів і конкурсів, а 1987 року, посівши перше місце на вокальному конкурсі «Дебют», стала його лауреатом.
1990 року Азіза працює солісткою оркестру «Гая» і виступає з окремою програмою.
1991 року Азіза записує дебютний альбом, який так і називається — Aziza Mustafa Zadeh. 1994 року її відзначено премією Phono Academy, найпрестижнішою премією Німеччини в галузі музики. Ранні спогади відбилися в альбомі Always, який приніс Азізі премії ECHO Award і Німецької асоціації джазових записів. Її талант був настільки вражаючим, що 1995 року кілька провідних джазових музикантів (гітарист Ел Ді Меола, бас-гітарист Стенлі Кларк, колишній барабанщик Weather Report Омар Хакім і саксофоніст Білл Еванс) приєдналися до Азізи для запису студійного альбому Dance Of Fire, який розійшовся по всьому світу тиражем 2.000.000 копій.

### Шаїн Новраслі
Шаїн Новраслі народився 10 лютого 1977 року в місті Баку.

### Севда Алекперзаде
Севда Алекперзаде народилася 4 липня 1977 року в Баку.

### Салман Гамбаров
Салман Гамбаров народився 18 квітня 1959 року в місті Баку. Здобув музичну освіту в Азербайджанській державній консерваторії імені Узеїра Гаджибекова, яку закінчив як теоретик-музикознавець (1978—1983) і як композитор (1986—1990, клас проф. В. Гаджибекова). 1996 року Салман Гамбаров створив гурт «Bakustic Jazz», склад якого варіюється залежно від поставлених завдань і проектів. Донині Гамбаров є учасником цього гурту.

### Тофік Шабанов
Джазовий саксофоніст, народився 16 жовтня 1946 року в Баку. ВІд 1978 року він грав у малому складі ансамблю «Гая», проте 1988 року Шабанов перейшов у державний джазово-симфонічний оркестр «Гая», а 1992 року став його музичним керівником. До кінця свого життя він працював в «Гаї».
Тофік Шабанов помер 31 серпня 1997 року.